# Atlantisch orkaanseizoen 1996
Het Atlantisch orkaanseizoen 1996 duurde van 1 juni 1996 tot 30 november 1996. Het seizoen 1996 was wat activiteit betreft een hyperactief seizoen. Het seizoen telde 13 tropische cyclonen, die allen promoveerden tot tropische storm. Negen tropische stormen werden een orkaan en zes orkanen werden majeure orkanen, dat wil zeggen van de derde categorie en hoger.

## Cyclonen

### Tropische storm Arthur
Op 16 juni verscheen er een gebied met buien ten oosten van de Bahama's, dat de volgende dag zich organiseerde tot tropische depressie 1 boven de Bahama's. Tropische depressie 1 trok naar het noordnoordwesten, langs de westflank van een hogedrukgebied en draaide zo later bij naar het noorden en noordnoordoosten. Ondanks stroming in de atmosfeer nam op 18 juni de convectie toe en de volgende dag promoveerde tropische depressie 1 tot tropische storm Arthur. Arthur trok als een minimale tropische storm over Cape Lookout, North Carolina en Kaap Hatteras, North Carolina op 20 juni. Arthur trok verder naar het oosten, werd een tropische depressie en verloor op 21 juni zijn tropische kenmerken.

### Orkaan Bertha
Tropische depressie 2 kwam voort uit een tropische onweersstoring, die op 1 juli van de Afrikaanse kust naar het westen trok. Boven de Atlantische Oceaan ontstond er een gesloten circulatie, die op 5 juli resulteerde in tropische depressie 2 ten zuidwesten van de Atlantische Oceaan. Een paar uur later promoveerde de depressie tot tropische storm Bertha. Bertha was een Orkaan van het Kaapverdische type en zoals veel tropische cyclonen van dit type, trok Bertha met de wijzers van de klok mee aan de zuidflank een groot hogedrukgebied, dat zich uitstrekte van de Azoren tot Bermuda en gedurende het bestaan van Bertha weinig veranderde. Op 7 juli promoveerde Bertha tot een orkaan. Bertha trof de noordelijkste Bovenwindse Eilanden, zoals Antigua en Barbuda de volgende dag. Ook Sint Maarten werd door orkaanwinden getroffen. Bertha trok verder naar het noordwesten ten noordoosten van Puerto Rico, Hispaniola en ten oosten van de Bahama's.
Ten noorden van Puerto Rico bereikte Bertha de derde categorie met windsnelheden van 185 km/uur en een druk van 960 mbar, een van de maar zes majeure orkanen in de maand juli (tot en met 2005). Deze intensiteit duurde maar kort en Bertha degradeerde naar de eerste categorie, terwijl zij naar het noorden trok, richting North Carolina. Voor zij de kust bereikte op 12 juli bij Wilmington, North Carolina, was zij weer versterkt tot een sterke tweede categorie orkaan. Bertha trok over land naar het noordoosten, degradeerde tot een tropische storm en bracht veel regen aan de Amerikaanse oostkust. Op 14 juli verloor Bertha haar tropische kenmerken boven New Brunswick. Bertha eiste 12 mensenlevens en verwoeste op Sint-Maarten en Sint Thomas, een van de Amerikaanse Maagdeneilanden werden 2500 huizen vernietigd. Bertha veroorzaakte vermoedelijk $270 miljoen aan schade.

### Orkaan Cesar-Douglas
Deze tropische cycloon kreeg 2 namen; Cesar voor het Atlantisch bassin en Douglas, nadat de tropische cycloon Midden-Amerika had overgestoken en boven de Stille Oceaan terecht was gekomen. Tot 2001 werden cyclonen, die van het ene in het andere bassin terechtkwamen, altijd omgedoopt. Sinds die datum geldt de regel, dat als een systeem bij de overgang zijn gesloten circulatie intact houdt, dit systeem ook zijn naam behoudt. Lost de circulatie echter op en ontstaat in het andere bassin uit de overblijfselen een nieuwe tropische storm, dan krijgt hij een nieuwe naam. Zou deze regel in 1996 al toegepast zijn, dan had de orkaan ook in de Stille Oceaan Cesar geheten.

#### Cesar
Tropische depressie 3 ontstond uit een tropische golf; een onderbreking van de passaatwinden, gepaard gaande met een rug van lage druk, die van het Afrikaanse vasteland trekken en zich gemakkelijk tot een tropische onweersstoring ontwikkelen. Veel belovend voor ontwikkeling van dit systeem was het feit dat deze golf gekoppeld was aan een anticycloon op grote hoogte, zodat de uitstroom gegarandeerd was. Het systeem ontwikkelde zich ook snel tot tropische onweersstoring, maar verdere ontwikkeling vond pas plaats toen het systeem net ten oosten van de Bovenwindse Eilanden zich begon te organiseren en op 24 juli ten noorden van het Venezolaanse Isla Margarita promoveerde tot tropische depressie 3. De depressie trok naar het westen en de volgende dag werd de depressie in de buurt van Curaçao tropische storm Cesar. Een krachtig hogedrukgebied boven de Bahama's versperde Cesar de weg naar het noorden en Cesar trok verder westwaarts over het zuiden van de Caraïbische Zee.
Het krachtige hogedrukgebied ten noorden van Cesar zorgde voor een groot drukverschil en de nog steeds aanwezige anticycloon boven Cesar zelf, die de uitstroom bevorderde, waren zeer gunstig voor verdere ontwikkeling van Cesar en compenseerden de lage breedte en de nabijheid van het continent; twee factoren die ongunstig zijn voor ontwikkeling en intensivering van tropische cyclonen. Cesar werd boven het zuidwesten van de Caraïbische Zee een orkaan op 27 juli en koerste naar Nicaragua. Op 28 juli landde Cesar nabij Bluefields, Nicaragua op zijn hoogtepunt met windsnelheden van 140 km/uur en een druk van 989 mbar. Boven Nicaragua en El Salvador verzwakte Cesar tot tropische storm, maar behield zijn structuur en circulatie. Cesar eiste 67 mensenlevens en veroorzaakte overvloedige regenval en overstromingen, die in Nicaragua en El Salvador niet alleen tot overstromingen en aardverschuivingen leidden, maar ook uitbraken van cholera en malaria tot gevolg hadden. De schade werd geschat op $40 miljoen, Cesar richtte vooral schade aan aan plantages en boerderijen.

#### Douglas
Boven de Stille Oceaan gekomen, werd Cesar als de vierde tropische cycloon van het orkaanseizoen van het oostelijk deel van de Stille Oceaan omgedoopt tot tropische storm Douglas. Douglas behoort dus niet meer tot het Atlantisch orkaanseizoen 1996, maar omdat het één geheel vormt met Cesar (tegenwoordig zou zo een cycloon niet meer worden omgedoopt) is vermelding volledigheidshalve op zijn plaats. Douglas had dezelfde gunstige omstandigheden als Cesar, trok naar het westnoordwesten parallel aan de Mexicaanse zuidkust en promoveerde snel weer tot orkaan. Op 1 augustus bereikte Douglas de vierde categorie met windsnelheden tot 220 km/uur ten zuiden van de staat Baja California Sur. Douglas, inmiddels meer naar het noordwesten gedraaid, kwam boven koeler water en verzwakte vanaf 2 augustus gestaag, totdat Douglas op 6 augustus boven de Stille Oceaan oploste. De storm bleef als Douglas boven de oceaan en gaf alleen aan de Mexicaanse zuidkust regenval, maar eiste geen mensenlevens.

### Orkaan Dolly
Tropische depressie 4 vormde zich op 19 juli tussen Jamaica en Honduras uit een tropische onweersstoring en promoveerde een paar uur later tot tropische storm Dolly. Dolly trok westwaarts, richting het schiereiland Yucatán. Doordat Dolly zich had ontwikkeld onder een anticycloon op grote hoogte, kon Dolly in kracht toenemen en bereikte orkaankracht op het moment dat zij landde nabij Chetumal in Quintana Roo op 20 augustus met windsnelheden van 120 km/uur en een druk van 999 mbar. Boven land degradeerde Dolly snel tot tropische depressie, maar boven de Golf van Campeche herwon Dolly aan kracht en werd weer een tropische storm. Opnieuw bereikte Dolly orkaan kracht juist bij haar landing op 23 augustus nabij Tampico, Tamaulipas met windsnelheden van 130 km/uur en een druk van 989 mbar. Dolly trok over Mexico en loste op boven de Stille Oceaan. Dolly eiste 14 mensenlevens en richtte grote schade aan huizen en landbouwgrond aan.

### Orkaan Edouard
Tropische depressie 5 ontstond uit een tropische onweersstoring op 550 km ten zuidoosten van de archipel Kaapverdië op 19 augustus. De tropische depressie trok westwaarts aan de zuidflank van een hogedrukgebied en toen een anticycloon op grote hoogte boven de depressie schoof, ontwikkelde de depressie zich tot tropische storm Édouard op 22 augustus ten zuidwesten van Kaapverdië en werd de volgende dag een orkaan. Daarmee was Édouard een orkaan van het Kaapverdische type. Édouard versterkte zich gestaag, draaide naar het noordwesten en bereikte zijn hoogtepunt met 230 km/uur en een druk van 933 mbar; een orkaan van de vierde categorie en daarmee de zwaarste storm van het seizoen. Daarna fluctueerde Édouard in intensiteit; dit kwam ook doordat zijn oogrok samentrok, waardoor het oog kleiner werd en de oogrok instabiel werd. Normaal ontwikkelt zich dan een nieuwe, wijdere oogrok, die de oude oogrok van vocht en warmte berooft. Het vocht en de warmte uit de periferie van de storm bereikt niet meer de oude oogrok en het oog wordt weer groter.
Gedurende de tijd dat beide oogrokken naast elkaar bestaan, verzwakt de storm. Als dit proces, dat in het Engels Eyewall Replacement Cycle of kortweg ERC genoemd wordt is voltooid, kan de storm weer aan kracht winnen en er soms sterker uitkomen dan voorheen. Gedurende dit proces waren bij Édouard 3 oogrokken in plaats van 2 tegelijk waarneembaar en dit was nog nooit waargenomen. Ten noorden van Hispaniola draaide Édouard naar het noorden, bereikte opnieuw de vierde categorie en verzwakte daarna. Édouard trok richting Massachusetts, maar op 135 km van de kust draaide Édouard scherp naar het oosten, van de kust af. Op 3 september degradeerde Édouard tot tropische storm en verloor weldra zijn tropische kenmerken. Édouard was meer dan een week (tussen 24 augustus en 1 september) een majeure orkaan (derde categorie of meer), wat zeer opmerkelijk is. Twee mensen kwamen om in de hoge golven, die op de kust braken en door Édouard werden veroorzaakt.

### Orkaan Fran
Op 23 augustus ontstond tropische depressie 6 net ten zuidoosten van Kaapverdië uit een tropische onweersstoring, die de vorige dag van de Afrikaanse kust was vertrokken. Daarmee was tropische depressie 6 een cycloon van het Kaapverdische type, maar omdat zij door Édouard voor haar werd gehinderd (Édouard belemmerde haar instroom), kon tropische depressie 6 zich maar langzaam ontwikkelen. Tropische depressie 6 volgde als Kaapverdische cycloon grofweg dezelfde route als Édouard. Op 27 augustus werd tropische depressie 6 gepromoveerd tot tropische storm Fran en op 29 augustus bereikte Fran orkaankracht. Fran was net als Édouard naar het noordwesten gedraaid en trok op 270 km noordoostelijk van de Bovenwindse Eilanden voorbij. Héél even zakte ze terug naar een tropische storm door Édouard, maar de volgende dag draaide Édouard naar het oosten, weg van Fran, zodat Fran weer aan kracht kon winnen.
Bovendien duwde Édouard een rug van hoge druk tussen hem en Fran in, dus noordelijk van Fran, zodat Fran niet langer Édouard voetsporen kon volgen en naar het noordwesten werd gedwongen naar de Amerikaanse kust. Fran trok langs de Bahama's en bereikte de derde categorie. Fran was een omvangrijke storm; haar orkaanwinden (117+ km/uur) strekten zich uit tot 225 km vanuit haar oog. Op haar hoogtepunt op 5 september waren haar windsnelheden 195 km/uur en had zij een minimale druk van 946 mbar. De volgende dag landde zij in North Carolina met windsnelheden van 185 km/uur. Fran trok verder naar het noordwesten en degradeerde boven Virginia tot tropische storm en tropische depressie. Boven het Huronmeer en het Eriemeer verloor Fran op 9 september haar warme kern, waardoor zij niet langer een tropische cycloon was. De volgende dag werden de overblijfselen opgenomen door een front. Fran eiste 26 mensenlevens en veroorzaakte $4,6 miljard aan schade.

### Tropische storm Gustav

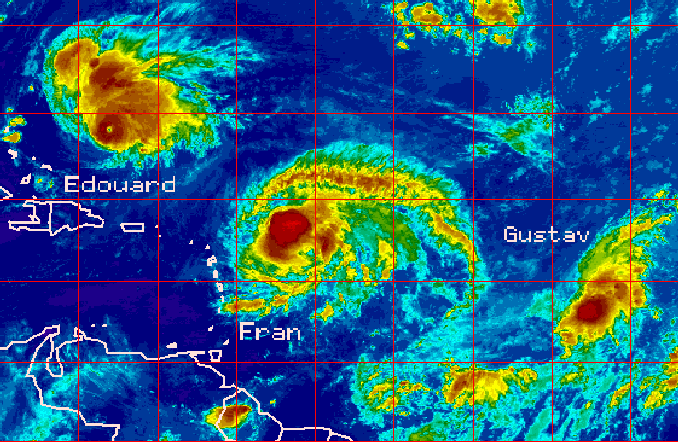
Infrarood satellietbeeld van 29 augustus, het toont drie tropische cyclonen van het Kaapverdische type, Édouard, Fran en Gustav, die achter elkaar van de band rolden

Net als Édouard en Fran was Gustav een cycloon van het Kaapverdische type. Bovendien volgden de drie cyclonen elkaar op de voet met maar een paar dagen ertussen. Tropische depressie 7 vormde zich op 26 augustus ten zuiden van Kaapverdië uit een onweersstoring, die 2 dagen tevoren van de Afrikaanse kust westwaarts was getrokken. Op 28 augustus draaide de depressie naar het noordwesten en promoveerde tot tropische storm Gustav. Gustav had zowel last van Fran, wiens uitstoot de convectie van Gustav in de war stuurde als van stroming in de atmosfeer veroorzaakt door een trog van lage druk op grote hoogte. Gustav bereikte windsnelheden van 75 km/uur en een druk van 1005 mbar, voordat hij op 2 september oploste.

### Orkaan Hortense
Tropische depressie 8 ontstond op 3 september uit een lagedrukgebied, dat op 30 augustus van de Senegalese kust westwaarts trok, maar niet eerder tot ontwikkeling kon komen, doordat sterke stromingen in de atmosfeer ontwikkeling van convectie verhinderde. Toen deze stroming verminderde kwam convectie iets meer op gang. De depressie trok verder westwaarts en kon zich pas echt goed ontwikkelen toen de winden op grote hoogte gunstig werden voor haar uitstroom. Op 7 september ontwikkelde de convectie zich pas goed en ten oosten van de Bovenwindse Eilanden werd tropische depressie 8 gepromoveerd tot tropische storm Hortense. Hortense trok over Guadeloupe en trok langzaam door de Bovenwindse Eilanden. Op 9 september werd Hortense een orkaan en trok richting Puerto Rico. Hortense landde de volgende dag op Puerto Rico en draaide toen naar het noordwesten de Monapassage in. Hortense passeerde ten noordoosten van de Dominicaanse Republiek en ten noorden van de Turks- en Caicoseilanden.
Hier waren de omstandigheden ideaal en Hortense bereikte snel de vierde categorie. Op haar hoogtepunt was haar windsnelheid 230 km/uur en had zij een minimale druk van 935 mbar. Daarna ontstond er op de Atlantische Oceaan een trog van lage druk, die haar naar het noordoosten trok en stroming veroorzaakte, die haar gestaag zou verzwakken. Op 15 september landde Hortense als orkaan van de eerste categorie in Nova Scotia, nog dezelfde dag verloor zij haar tropische kenmerken. Hortense eiste 21 mensenlevens en veroorzaakte $160 miljoen schade. Dit was vooral te wijten aan het feit dat zij omvangrijk was en maar langzaam door het Caraïbisch gebied trok, waardoor zij zeer veel regenval veroorzaakte op de Bovenwindse Eilanden, Puerto Rico en de Dominicaanse Republiek.

### Orkaan Isidore
Tropische depressie 9 ontstond op 24 augustus uit een tropische onweersstoring ten zuiden van Kaapverdië. Tropische depressie 9 trok naar het westnoordwesten en promoveerde de volgende dag tot tropische storm Isidore. De dag daarop werd Isidore een orkaan en bereikte haar hoogtepunt op 28 augustus als orkaan van de derde categorie met een windsnelheid van 185 km/uur en een minimale druk van 960 mbar. Op dat moment ontstond er een lagedrukgebied op grote hoogte ten noordwesten van haar, die haar meevoerde naar het noorden. Dit lagedrukgebied veroorzaakte ook de stroming, die Isidore gestaag verzwakte: op 29 augustus verdween haar oog en degradeerde zij tot tropische storm. Op 1 september verzwakte Isidore tot tropische depressie, die de volgende dag haar tropische kenmerken verloor.

### Tropische storm Josephine
Eind september lag er een stationair front boven het zuidwesten van de Golf van Mexico, dat daar buien veroorzaakte. Een paar dagen later ontwikkelde zich een lagedrukgebied boven de Golf van Campeche, maar aanvankelijk waren de omstandigheden niet echt gunstig en het duurde tot 4 oktober voordat tropische depressie 10 zich uit dit systeem vormde. De depressie trok naar het noordnoordoosten en hoewel de centrale druk in de depressie de eerste dagen niet echt daalde, namen de winden sterk toe vanwege de sterke drukgradiënt, die er in het gebied heerste. Op 6 oktober promoveerde tropische depressie 10 tot de tropische storm Josephine. Josephine draaide naar het oostnoordoosten en bereikte op 7 oktober bijna orkaankracht, maar daarna kreeg zij te maken met stroming in de atmosfeer, die haar structuur meer en meer desorganiseerde. De volgende dag landde Josephine in Taylor County, Florida als zware tropische storm. Na landing werd Josephines kern snel koeler en boven Georgia verloor zij een paar uur later haar tropische kenmerken. De extratropische Josephine trok over de Atlantische Oceaan naar het noordoosten langs de Amerikaanse oostkust en trok op 9 en 10 oktober over Nova Scotia en Newfoundland. Josephine eiste geen slachtoffers maar veroorzaakte $130 miljoen schade.

### Tropische storm Kyle
Tropische depressie 11 ontstond op 11 oktober boven het uiterste westen van de Caraïbische Zee uit een tropische onweersstoring en een front. Tropische depressie 11 trok naar het noordwesten en promoveerde dezelfde dag tot tropische storm Kyle, die op 12 oktober zijn hoogtepunt bereikte met een windsnelheid van 85 km/uur en een minimale druk van 1001 mbar. Daarna werd de stroming in de atmosfeer sterker en Kyle degradeerde tot een tropische depressie, voordat hij landde nabij de grens tussen Honduras en Guatemala. Na landing loste tropische depressie Kyle snel op.

### Orkaan Lili
Tropische depressie 12 ontstond op 14 oktober ten oosten van Nicaragua uit een tropische onweersstoring en een lagedrukgebied, die boven het westen van de Caraïbische Zee samenkwamen. Tropische depressie 12 werd door een lagedrukgebied in de hogere lagen van de atmosfeer boven de Golf van Mexico naar het noorden en noordnoordoosten getrokken en promoveerde op 16 oktober nabij de Islas de Santanilla tot tropische storm Lili. Door de goede uitstroom kon Lili de volgende dag uitgroeien tot een orkaan. Lili schampte het Cubaanse eiland Isla de la Juventud, draaide naar het noordoosten en bereikte de tweede categorie toen zij landde op 18 oktober in de provincie Matanzas op Cuba met windsnelheden van 157 km/uur en 975 mbar. Lili trok in 12 uur over het eiland en verzwakte nauwelijks; zij bleef een orkaan van de eerste categorie en haar druk steeg niet gedurende de tijd dat haar oog over Cuba trok. Boven zee nam Lili snel in kracht toe, toen zij over de Bahama's trok; op 20 oktober bereikte zij, net ten oosten van de Bahama's, haar hoogtepunt met windsnelheden van 185 km/uur en een minimale druk van 960 mbar; een orkaan van de derde categorie.
Lili trok verder naar het noordoosten, verzwakte gestaag en passeerde 235 km ten zuidoosten van Bermuda als orkaan van de eerste categorie. Op 22 oktober remde Lili af, onder invloed van een hogedrukgebied en bleef bijna stationair voor een paar dagen boven de oceaan, voordat op 24 oktober Lili opnieuw naar het noordoosten trok. Lili bereikte nog eenmaal de tweede categorie op 25 oktober, voordat zij de volgende dag degradeerde tot een tropische storm. Op 27 oktober verloor zij haar tropische kenmerken, maar ook als extratropische storm trof Lili op 28 oktober Zuidwest-Engeland met windsnelheden van meer dan 100 km/uur. Op 29 oktober trof zij Noord-Europa. Lili eiste 10 mensenlevens: 8 in Midden-Amerika en 2 in Groot-Brittannië als extratropische storm. De schade bedroeg £150 miljoen in Groot-Brittannië, over exacte schadebedragen in Midden-Amerika is weinig bekend. Op Cuba vielen er geen slachtoffers, maar op het eiland Isla de la Juventud waaide 16.000 ton aan citrusvruchten van de bomen.
Achtentwintig suikerraffinaderijen werden vernietigd, 2300 huizen werden eveneens vernietigd en 47.000 zwaar beschadigd en vrijwel de gehele koffie-, suiker-, banaan- en citrusoogst deed Lili mislukken. Deze ramp bracht in de Verenigde Staten een debat op gang tussen Cubaanse bannelingen over de vraag of humanitaire hulp aan communistisch Cuba gerechtvaardigd was. Dit debat werd vertroebeld nadat twee reddingsvliegtuigen al dan niet 'neergeschoten' zouden zijn. Ondanks het feit dat president Clinton humanitaire hulp gaf via de Rooms-Katholieke Kerk, riepen sommige anti-Castro Cubanen hun landgenoten op geen geld te geven of over te maken naar Cuba, omdat dit een overtreding zou zijn van de Wet Helms-Burton, omdat Fidel Castro bewust de ramp zou overdrijven, teneinde meer hulp te kunnen ontvangen, of omdat Castro de hulpgoederen achterover zou drukken.

### Orkaan Marco

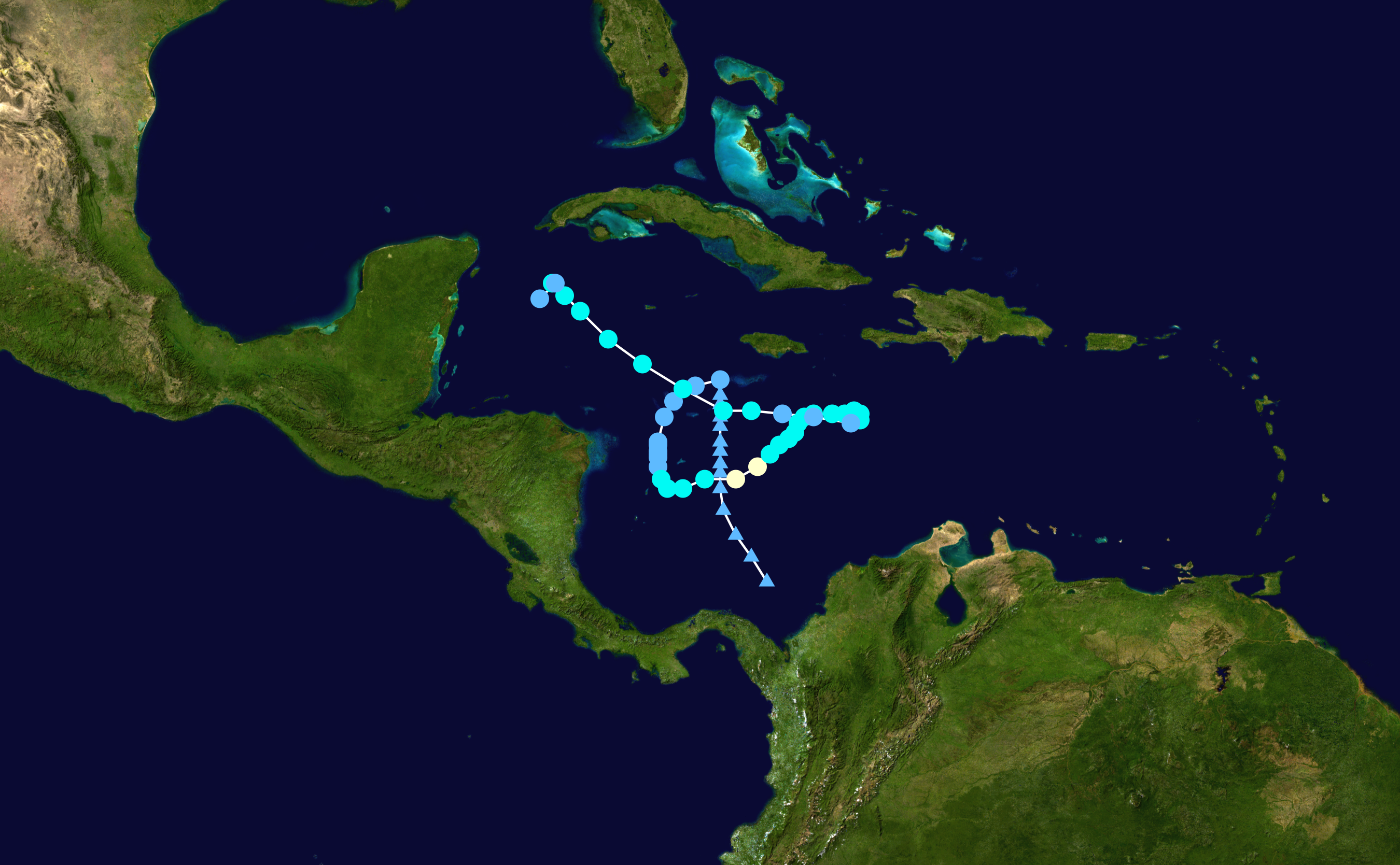
De weg, die orkaan Marco aflegde was zeer grillig. De depressie (driehoekjes), die tropische depressie 13 (cirkel, blauw) en later Marco (groen, als orkaan: wit) zou worden, ontstond ten noorden van Colombia en Panama en eindigde na vele omzwervingen ten oosten van het schiereiland Yucatán.

Op 13 november ontstond uit een doldrum, een tropische onweersstoring en een stationair koufront, die elkaar ontmoetten in het zuidwesten van de Caraïbische Zee juist ten noorden van Colombia een depressie, met een brede gesloten circulatie. Zij mocht nog geen tropische depressie 13 heten, omdat de convectie totaal ongeordend was. Dit systeem trok naar het noorden. Doordat er een grote drukgradiënt was gevormd door dit systeem en een krachtig hogedrukgebied boven het oosten van de Verenigde Staten, veroorzaakte dit systeem stormwinden boven Florida, Cuba en de Bahama's. Ten zuiden van Jamaica was de convectie genoeg georganiseerd om op 16 november tot tropische depressie 13 te worden gepromoveerd. Daarna trok tropische depressie 13 naar het zuiden en werden ook de omstandigheden hoog in de atmosfeer gunstig voor verdere ontwikkeling: tropische depressie 13 werd op 19 november tropische storm Marco.
Marco trok naar het oostnoordoosten en de volgende dag werd héél even een orkaan (117 km/uur, 983 mbar). Daarna werd Marco aan flarden gewaaid door stromingen hoog in de atmosfeer, totdat Marco op 23 november ten zuidoosten van Jamaica weer een tropische depressie was. Boven de Bahama's bouwde een hogedrukgebied zich op, dat Marco weer naar het westnoordwesten stuurde en Marco werd opnieuw een tropische storm. Op 26 november botste Marco ten zuidwesten van de Cubaanse provincie Pinar del Río op een koufront en loste daardoor op. Hoewel Marco nergens landde, veroorzaakte hij overvloedige regenval met overstromingen, omdat Marco vaak langzaam bewoog en een omvangrijke storm was. Marco eiste op deze wijze acht mensenlevens.

## Namen
De lijst met namen voor 1996 was dezelfde als die van 1990, met dat verschil, dat Dolly en Kyle in de plaats van Diana en Klaus waren gekomen. De Lijst werd opnieuw gebruikt in 2002, met uitzondering van Cesar, Fran en Hortense, die van de lijst werden geschrapt en vervangen werden door Christobal, Fay en Hanna. De naam Kyle werd voor het eerst gebruikt (De naam Dolly was eerder in het seizoen 1974 gebruikt).
| - Arthur - Bertha - Cesar - Dolly - Édouard - Fran - Gustav | - Hortense - Isidore - Josephine - Kyle - Lili - Marco - Nana (niet gebruikt) | - Omar (niet gebruikt) - Paloma (niet gebruikt) - René (niet gebruikt) - Sally (niet gebruikt) - Teddy (niet gebruikt) - Vicky (niet gebruikt) - Wilfred (niet gebruikt) |